# Single Sideband to Carrier Ratio
Single Sideband to Carrier Ratio (SSCR) è una locuzione che si riferisce al rapporto, in decibel, tra due misure di potenza su di un singolo segnale, la prima eseguita alla frequenza portante, la seconda ad una certa distanza Δω. È particolarmente utilizzata nella caratterizzazione dei sintetizzatori di frequenza dove rappresenta la misura del rumore di fase.